# Siniša Rodin
Siniša Rodin (* 1963) ist ein kroatischer Jurist und Richter am Europäischen Gerichtshof.

## Leben und Wirken
Rodin studierte bis 1987 Rechtswissenschaften unter anderem an der Universität Zagreb, wo er 1995 zum Dr. iur. promoviert wurde. Bereits 1992 hatte er an der University of Michigan Law School den Master of Laws erworben. Rodin spezialisierte sich auf das Europarecht und war in der Folge als Gastwissenschaftler unter anderem am Europäischen Hochschulinstitut in Florenz, am Max-Planck-Institut für ausländisches öffentliches Recht und Völkerrecht in Heidelberg und der Harvard Law School tätig. Seit 2006 hat er den Jean-Monnet-Lehrstuhl an der Universität Zagreb inne, seit 2011 auch ad personam. Von 2006 bis 2011 war Rodin Mitglied des kroatischen Verhandlungsteams für den Beitritt Kroatiens zur Europäischen Union sowie von 2009 bis 2010 Mitglied der kroatischen Kommission für die Verfassungsreform. Sein wissenschaftliches Werk konzentriert sich auf das Recht internationaler Verfassungsvergleichung und -interpretation, fundamentaler Menschenrechte und das Recht der Europäischen Integration sowie der europäischen Grundfreiheiten. Zusammen mit Tamara Ćapeta ist er Autor des ersten Lehrbuchs über Europarecht in kroatischer Sprache.
Seit 4. Juli 2013 ist Rodin erster kroatischer Richter am Europäischen Gerichtshof.

## Veröffentlichungen (Auswahl)
- Jednakost muškarca i žene. Pravo i politika u EU i Hrvatskoj, 2003, ISBN 953-6096-29-3
- mit Tamara Ćapeta: Osnove prava Europske unije, 2010, ISBN 978-953-234-145-4
  - 3. erweiterte Aufl. 2018, ISBN 978-953-234-221-5
- Judicial application of international law in Southeast Europe, 2015, ISBN 978-3-662-46384-0
- als Hrsg. (mit Nada Bodiroga-Vukobrat und Gerald G. Sander): New Europe - old values? Reform and perseverance, 2016, ISBN 978-3-319-02212-3